# Campionati del mondo di atletica leggera 2005 - Salto in alto femminile
La gara di salto in alto femminile ai Campionati del mondo di atletica leggera di Helsinki 2005 si è disputata nelle giornate del 6 agosto (qualificazioni) e 8 agosto (finale).

## Podio
| Posizione | Atleta          | Paese       |
| --------- | --------------- | ----------- |
| Oro       | Kajsa Bergqvist | Svezia      |
| Argento   | Chaunte Howard  | Stati Uniti |
| Bronzo    | Emma Green      | Svezia      |

## Risultati

### Qualificazioni
Qualificazione: 1,93 m (Q) oppure tra le 12 migliori prestazioni (q)
| Posizione | Gruppo | Nome               | Nazione         | 1,80 | 1,84 | 1,88 | 1,91 | 1,93 | Misura (m) | Note                                     |
| --------- | ------ | ------------------ | --------------- | ---- | ---- | ---- | ---- | ---- | ---------- | ---------------------------------------- |
| 1         | B      | Vita Palamar       | Ucraina         | –    | o    | o    | o    | o    | 1,93       | Q                                        |
| 1         | B      | Tia Hellebaut      | Belgio          | o    | o    | o    | xo   | o    | 1,93       | Q                                        |
| 3         | A      | Anna Chicherova    | Russia          | o    | o    | o    | xxo  | o    | 1,93       | Q                                        |
| 4         | A      | Chaunte Howard     | Stati Uniti     | o    | xo   | xo   | xo   | xo   | 1,93       | Q                                        |
| 4         | A      | Iryna Mykhalchenko | Ucraina         | o    | xo   | xo   | xxo  | xo   | 1,93       | Q                                        |
| 6         | A      | Emma Green         | Svezia          | –    | o    | o    | o    | –    | 1,91       | q                                        |
| 6         | A      | Iva Straková       | Rep. Ceca       | o    | o    | o    | o    | xxx  | 1,91       | q                                        |
| 6         | A      | Vita Styopina      | Ucraina         | o    | o    | o    | o    | xxx  | 1,91       | q                                        |
| 6         | B      | Dóra Győrffy       | Ungheria        | o    | o    | o    | o    | –    | 1,91       | q                                        |
| 6         | B      | Kajsa Bergqvist    | Svezia          | –    | o    | o    | o    | –    | 1,91       | q                                        |
| 11        | B      | Venelina Veneva    | Bulgaria        | o    | o    | o    | xo   | xxx  | 1,91       | q                                        |
| 11        | B      | Amy Acuff          | Stati Uniti     | o    | xo   | o    | xo   | xxx  | 1,91       | q                                        |
| 13        | B      | Oana Pantelimon    | Romania         | o    | o    | o    | xxo  | xxx  | 1,91       |                                          |
| 14        | A      | Corinne Müller     | Svizzera        | o    | o    | xo   | xxo  | xxx  | 1,91       |                                          |
| 15        | A      | Melanie Skotnik    | Francia         | o    | o    | o    | xxx  |      | 1,88       |                                          |
| 15        | A      | Marta Mendía       | Spagna          | o    | o    | o    | xxx  |      | 1,88       |                                          |
| 17        | B      | Erin Aldrich       | Stati Uniti     | o    | xo   | o    | xxx  |      | 1,88       |                                          |
| 18        | B      | Tatyana Kivimyagi  | Russia          | o    | o    | xo   | xxx  |      | 1,88       |                                          |
| 19        | B      | Ruth Beitia        | Spagna          | o    | o    | xxo  | xxx  |      | 1,88       |                                          |
| 19        | B      | Blanka Vlašić      | Croazia         | o    | o    | xxo  | xxx  |      | 1,88       |                                          |
| 21        | A      | Inna Gliznutsa     | Moldavia        | o    | o    | xxx  |      |      | 1,84       |                                          |
| 22        | B      | Levern Spencer     | Saint Lucia     | xo   | o    | xxx  |      |      | 1,84       |                                          |
| 23        | A      | Caterine Ibargüen  | Colombia        | o    | xo   | xxx  |      |      | 1,84       |                                          |
| 23        | B      | Romary Rifka       | Messico         | o    | xo   | xxx  |      |      | 1,84       | Miglior prestazione personale stagionale |
| 25        | B      | Zheng Xingjuan     | Cina            | xo   | xo   | xxx  |      |      | 1,84       |                                          |
| 26        | A      | Monica Iagăr       | Romania         | o    | xxo  | xxx  |      |      | 1,84       |                                          |
| 27        | A      | Hanna Mikkonen     | Finlandia       | o    | xxx  |      |      |      | 1,80       |                                          |
| 28        | B      | Juana Arrendel     | Rep. Dominicana | o    | xxx  |      |      |      | 1,80       |                                          |
| –         | A      | Tatiana Efimenko   | Kirghizistan    | x    |      |      |      |      | nm         |                                          |
| –         | A      | Yelena Slesarenko  | Russia          |      |      |      |      |      | dns        |                                          |

### Finale
Le condizioni atmosferiche ostacolano la finale. Dopo un testa a testa con Chaunte Howard, Kajsa Bergqvist conquista il suo primo oro a livello mondiale nonostante l'infortunio di pochi mesi prima.
| Posizione | Nome                    | Nazione     | 1,80 | 1,85 | 1,89 | 1,93 | 1,96 | 1,98 | 2,00 | 2,02 | 2,10 | Misura (m) | Note                                     |
| --------- | ----------------------- | ----------- | ---- | ---- | ---- | ---- | ---- | ---- | ---- | ---- | ---- | ---------- | ---------------------------------------- |
| 1         | Kajsa Bergqvist         | Svezia      | —    | o    | o    | o    | o    | o    | xo   | o    | xxx  | 2,02       | Miglior prestazione mondiale stagionale  |
| 2         | Chaunte Howard          | Stati Uniti | o    | o    | o    | o    | xo   | xo   | xxo  | xxx  |      | 2,00       | Miglior prestazione personale            |
| 3         | Emma Green              | Svezia      | o    | o    | o    | xo   | xo   | xxx  |      |      |      | 1,96       | Miglior prestazione personale            |
| 4         | Anna Chicherova         | Russia      | o    | o    | o    | o    | xxo  | xxx  |      |      |      | 1,96       |                                          |
| 5         | Vita Palamar            | Ucraina     | —    | o    | o    | o    | xxx  |      |      |      |      | 1,93       |                                          |
| 6         | Tia Hellebaut           | Belgio      | o    | o    | xxo  | o    | xxx  |      |      |      |      | 1,93       | Miglior prestazione personale stagionale |
| 7         | Vita Styopina           | Ucraina     | o    | o    | o    | xxo  | xxx  |      |      |      |      | 1,93       | Miglior prestazione personale stagionale |
| 8         | Amy Acuff               | Stati Uniti | o    | xo   | o    | xxx  |      |      |      |      |      | 1,89       |                                          |
| 9         | Dóra Győrffy            | Ungheria    | o    | o    | xxo  | xxx  |      |      |      |      |      | 1,89       |                                          |
| 10        | Venelina Veneva-Mateeva | Bulgaria    | o    | o    | xxx  |      |      |      |      |      |      | 1,85       |                                          |
| 11        | Iva Straková            | Rep. Ceca   | xo   | o    | xxx  |      |      |      |      |      |      | 1,85       |                                          |
| 12        | Iryna Mykhalchenko      | Ucraina     | o    | xo   | xxx  |      |      |      |      |      |      | 1,85       |                                          |